# Rimavská Seč
Rimavská Seč (węg. Rimaszécs) – wieś (obec) na Słowacji położona w kraju bańskobystrzyckim, w powiecie Rymawska Sobota. Pierwsze wzmianki o miejscowości pochodzą z roku 1289. 
Według danych z dnia 31 grudnia 2012, wieś zamieszkiwały 1963 osoby, w tym 1004 kobiety i 959 mężczyzn.
W 2001 roku rozkład populacji względem narodowości i przynależności etnicznej wyglądał następująco:
- Słowacy – 4,72%
- Czesi – 0,06%
- Polacy – 0,17%
- Romowie – 5,95%
- Węgrzy – 88,49%

Ze względu na wyznawaną religię struktura mieszkańców kształtowała się w 2001 roku następująco:
- Katolicy rzymscy – 74,85%
- Ewangelicy – 1,12%
- Ateiści – 1,97%
- Nie podano – 2,19%